# PEEK과 POKE
PEEK과 POKE는 프로그래밍에서 메모리에 접근하는 명령어로, PEEK은 특정 메모리 주소에 저장된 바이트 내용을 취하는 명령, POKE는 특정 메모리 주소에 저장된 바이트 내용을 바꾸는 명령이다.

## 같이 보기
- 자체 수정 코드
- 포인터 (프로그래밍)